# Castiarina delicatula
Castiarina delicatula es una especie de escarabajo del género Castiarina, familia Buprestidae. Fue descrita científicamente por Kerremans en 1903.